# 埃姆施泰克
埃姆施泰克（德語：Emstek，發音：[ˈɛmʃtɛk]）是德国下萨克森州克洛彭堡县的市镇，面积为108.39平方千米，2023年12月31日总人口为12,545人。